# Nombre índex
El nombre índex o simplement índex és un estadístic que s'utilitza per a comparar una magnitud o conjunt de magnituds en el temps o en l'espai. S'utilitza majoritàriament en economia, per mesurar el canvi en els preus i el volum dels béns i serveis. Exemples de nombres índex són l'índex de preus al consum i el Dow Jones. Els nombres índex no són un indicador del nivell de les magnituds, només en mesuren els canvis.
Un nombre índex pot ser simple o complex. L'índex simple compara el valor d'una sola magnitud. L'índex complex combina diversos índex simples, de tal forma que sintetitza en un sol valor la seva evolució conjunta. Els tipus d'índex complex més utilitzats són l'índex de Laspeyres, el de Paasche i el de Fisher.

## Índexs intertemporals
L'índex simple d'una magnitud {\displaystyle x} en el període t s'obté de la següent manera: 
{\displaystyle I_{0}^{t}={\frac {x_{t}}{x_{0}}}},
 on {\displaystyle x_{t}} és el valor de la magnitud en el període t i {\displaystyle x_{0}} és el valor en el període 0. El període 0 es coneix com a període base o període de referència. Aquest índex se sol expressar multiplicat per 100.
Exemple: El preu d'una tona d'arròs el 2005 és de 300 euros i el 2015 és de 200 i volem calcular l'índex utilitzant l'any 2005 com a període base. Tindrem que l'índex del preu de l'arròs de l'any 2005 és {\displaystyle I_{2005}^{2005}={\frac {x_{2005}}{x_{2005}}}={\frac {300}{300}}=1} i el de l'any 2015 és {\displaystyle I_{2005}^{2015}={\frac {x_{2015}}{x_{2005}}}={\frac {200}{300}}=0,667}. Expressant l'índex multiplicat per 100, l'índex de l'any 2005 seria 100 i el de l'any 2015 seria 66,7. Aquest índex implicaria que el preu de l'arròs va disminuir un 33,3% entre 2005 i 2015.

Per a definir els índexs complex, considerem un conjunt d'n productes, on la quantitat i el preu del producte i en el període t és, respectivament, {\displaystyle q_{i}^{t}} i {\displaystyle p_{i}^{t}}. Per als índexs complexos el període base no té perquè ser el mateix que el període de referència. El període base és el període que s'utilitza per les ponderacions. El període de referència és el període en què l'índex és 1 (o 100).
L'índex de preus de Laspeyres és la mitjana ponderada aritmètica d'índexs simples de preus. Les ponderacions es basen en el valor dels béns o serveis en el període base. L'índex de preus de consum (IPC) i l'índex de preus industrials (IPRI) d'Espanya i Catalunya es calculava mitjançant l'índex de Laspeyres fins a l'any 2005. Actualment s'utilitza l'índex de Laspeyres encadenat.
{\displaystyle L_{P}=\sum _{i=1}^{n}{\frac {p_{i}^{t}}{p_{i}^{0}}}*s_{i}^{0}={\frac {\sum _{i=1}^{n}p_{i}^{t}*q_{i}^{0}}{\sum _{i=1}^{n}p_{i}^{0}*q_{i}^{0}}}}
L'índex de volum de Laspeyres és la mitjana ponderada aritmètica d'índexs simples de quantitats. Les ponderacions es basen en el valor dels béns o serveis en el període base.
{\displaystyle L_{Q}=\sum _{i=1}^{n}{\frac {q_{i}^{t}}{q_{i}^{0}}}*s_{i}^{0}={\frac {\sum _{i=1}^{n}p_{i}^{0}*q_{i}^{t}}{\sum _{i=1}^{n}p_{i}^{0}*q_{i}^{0}}}} on {\displaystyle s_{i}^{t}} és la ponderació, {\displaystyle s_{i}^{0}={\frac {p_{i}^{0}*q_{i}^{0}}{\sum _{j=1}^{n}(p_{j}^{0}*q_{j}^{0})}}}
L'índex de preus de Paasche és la mitjana ponderada harmònica d'índexs simples de preus. Les ponderacions es basen en el valor dels béns o serveis en el període corrent. Antigament, el deflactor implicit del PIB era un índex de preus de Paasche. Actualment, amb l'ús dels índexs encadenats, només ho és per als períodes consecutius al període de referència. La Comissió Europea recomana l'ús de l'índex de Laspeyres per a volums i l'índex de Paasche per a preus en la comptabilitat nacional.
{\displaystyle P_{P}=\left(\sum _{i=1}^{n}\left({\frac {p_{i}^{t}}{p_{i}^{0}}}\right)^{-1}*s_{i}^{t}\right)^{-1}={\frac {\sum _{i=1}^{n}p_{i}^{t}*q_{i}^{t}}{\sum _{i=1}^{n}p_{i}^{0}*q_{i}^{t}}}}

L'índex de volum de Paasche és la mitjana ponderada harmònica d'índexs simples de quantitats. Les ponderacions es basen en el valor dels béns o serveis en el període corrent.
{\displaystyle P_{Q}=\left(\sum _{i=1}^{n}\left({\frac {q_{i}^{t}}{q_{i}^{0}}}\right)^{-1}*s_{i}^{t}\right)^{-1}={\frac {\sum _{i=1}^{n}p_{i}^{t}*q_{i}^{t}}{\sum _{i=1}^{n}p_{i}^{t}*q_{i}^{0}}}} on {\displaystyle s_{i}^{t}} és la ponderació, {\displaystyle s_{i}^{t}={\frac {p_{i}^{t}*q_{i}^{t}}{\sum _{j=1}^{n}(p_{j}^{t}*q_{j}^{t})}}}

L'índex de Fisher és la mitjana geomètrica dels índexs de Laspeyres i Paasche
Índex de Fisher: {\displaystyle F_{P}=\left(L_{P}*P_{P}\right)^{1/2}} i {\displaystyle F_{Q}=\left(L_{Q}*P_{Q}\right)^{1/2}}

## Deflació
Si es multiplica l'índex de volum de Laspeyres per l'índex de preus de Paasche s'obté el canvi en el valor, a preus corrents, dels béns i serveis.
{\displaystyle L_{Q}*P_{P}={\frac {\sum _{i=1}^{n}(p_{i}^{t}*q_{i}^{t})}{\sum _{i=1}^{n}(p_{i}^{t-1}*q_{i}^{t-1})}}}
Aquesta propietat permet calcular l'índex de volum de Laspeyres dividint el canvi en el valor per l'índex de preus de Paasche.
{\displaystyle L_{Q}={\frac {\frac {\sum _{i=1}^{n}(p_{i}^{t}*q_{i}^{t})}{\sum _{i=1}^{n}(p_{i}^{t-1}*q_{i}^{t-1})}}{P_{P}}}}
Aquest mètode es coneix com a deflactar. També s'utilitza per a fluxos, com les transferències de diners, que no tenen dimensió de preu i quantitat. Després de deflactar, es diu que estàn en termes reals.

## Índexs encadenats
Les sèries temporals d'índex de volum que utilitzen els preus d'un sol any base en tots els elements de la sèrie tenen l'incovenient que utilitzen estructures de preus que difereixen de l'estructura real de l'economia per a períodes allunyats de l'any base. És per aquest motiu que en la comptabilitat nacional actualment s'utilitza el mètode de l'encadenament. Aquest mètode consisteix en calcular el canvi en el volum del període anterior a l'actual utilitzant l'estructura de preus del període anterior. Després, el canvi s'enllaça amb el dels altres anys. L'avantatge dels índexs encadenats, comparats amb els índexs a preus constants, és que eviten les distorsions que provoquen els canvis en l'estructura de preus. L'inconvenient és que les sèries de volum encadenades no són aditives, és a dir, no es pot obtindre un índex de volum sumant altres índex. Per exemple, la demanda agregada de béns i serveis d'una economia no es pot obtenir sumant directament la demanda interna i l'externa.. L'índex encadenat es calcula de la següent manera:
{\displaystyle CI_{0}^{t}=I_{0}^{1}*I_{1}^{2}*...*I_{t-1}^{t}}
Un índex de Laspeyres encadenat és un index encadenat en que {\displaystyle I_{0}^{1},I_{1}^{2},...,I_{t-1}^{t}} són índexs de Laspeyres.